# Тельманский сельский округ (Акмолинская область)
Те́льманский се́льский окру́г (каз. Тельман ауылдық округі) — административная единица в составе Атбасарского района Акмолинской области Республики Казахстан. 
Административный центр — село Тельмана.

## География
Административно-территориальное образование расположено в центрально-восточной части Атбасарского района. В состав сельского округа входит 2 населённых пункта.
Площадь территории сельского округа составляет — 825,50 км2. Из них сельскохозяйственные угодья занимают — 325,43 км2 (37,73 %).
Граничит с землями административно-территориальных образований: Сергеевский сельский округ — на западе, город Атбасар — на северо-западе, село Борисовка, сельские округа Бастау, Мариновский — на севере, Астраханский район — на востоке и юге, Шункыркольский сельский округ — на юго-западе, Ярославский сельский округ — на западе. 
Территория сельского округа расположена на Казахском мелкосопочнике. Рельеф местности представляет собой в основном прямую равнинность, в местах — волнистые, с малыми возвышенностями. Общий уклон в целом — с юга на север (в район реки Ишим). Средняя абсолютная высота округа — около 290 метров.
Озёр в сельском округе крайне мало, имеющийся водоёмы — малые. Протекает река Ишим.
Климат холодно-умеренный, с хорошей влажностью. Среднегодовая температура воздуха положительная и составляет около +4,0°С. Среднемесячная температура воздуха в июле достигает +20,5°С. Среднемесячная температура января составляет около -14,5°С. Среднегодовое количество осадков составляет около 395 мм. Основная часть осадков выпадает в период с июня по июль.
Через территорию сельского округа проходят автомобильная дорога республиканского значения М-36 «Граница РФ (на Екатеринбург) — Алматы, через Костанай, Астана, Караганда» и Южно-Сибирская железнодорожная магистраль (ближайшая станция «Разъезд 87» располагается в 8 километрах к северу от административного центра сельского округа — села Тельмана).

## История
В 1989 году существовал как — Тельманский сельсовет (сёла Тельмана, Поповка, Садубек и разъезд 87). 
В периоде 1991—1998 годов сельсовет был преобразован в сельскую администрацию (1992), в 1995 году — в сельский округ; 
Постановлением акимата Акмолинской области от 17 июня 2009 года № а-7/264 и решением Акмолинского областного маслихата от 17 июня 2009 года № 4С-15-9 «Об упразднении и преобразовании некоторых населенных пунктов и сельских округов Акмолинской области по Атбасарскому, Астраханскому и Енбекшильдерскому районам» (зарегистрированное Департаментом юстиции Акмолинской области 24 июля 2009 года № 3327): 
- Тельманский сельский округ был преобразован с включением в его состав села Каражар и территории упразднённого Каражарского сельского округа.

Постановлением акимата Акмолинской области от 13 декабря 2013 года № А-11/556 и решением Акмолинского областного маслихата от 13 декабря 2013 года № 5С-20-10 «Об изменении административно-территориального устройства Акмолинской области» (зарегистрированное Департаментом юстиции Акмолинской области 21 января 2014 года № 3976): 
- сельский населённый пункт «разъезд 87» — был переведён в категорию иных поселений и исключён из учётных данных;
- поселение упразднённого населённого пункта — вошло в состав села Тельмана (административного центра сельского округа).

Постановлением акимата Акмолинской области от 19 сентября 2016 года № А-11/451 и решением Акмолинского областного маслихата от 19 сентября 2016 года № 6С-5-4 «Об изменениях в административно-территориальном устройстве Атбасарского района Акмолинской области» (зарегистрированное Департаментом юстиции Акмолинской области 20 октября 2016 года № 5578): 
- сельские населённые пункты «Каражар» и «Садубек» — были отнесены в категорию иных поселений и исключёны из учётных данных;
- поселения упразднённых населённых пунктов — вошли в состав села Поповка.

## Население
| Численность населения | Численность населения | Численность населения |
| 1989                  | 1999                  | 2009                  |
| --------------------- | --------------------- | --------------------- |
| 1374                  | ↗1421                 | ↘1152                 |

## Состав
| № | Населённый пункт | Тип населённого пункта       | Население, 1989 | Население, 1999 | Население, 2009 |
| - | ---------------- | ---------------------------- | --------------- | --------------- | --------------- |
| 1 | Каражар          | село, упразднено             | 1 092           | 663             | 138             |
| 2 | Поповка          | село                         | 384             | 423             | 306             |
| 3 | Разъезд 87       | разъезд, упразднён           | 50              | 225             | 37              |
| 4 | Садубек          | село, упразднено             | 175             | 150             | 55              |
| 5 | Тельмана         | село, административный центр | 795             | 623             | 754             |

## Местное самоуправление
Аппарат акима Тельманского сельского округа — село Тельмана, улица Советская, 7.
- Аким сельского округа — Адепбаева Курмет Каниевна[1].